# Чемпионат Таиланда по волейболу среди мужчин
Чемпионат Таиланда по волейболу среди мужчин — ежегодное соревнование мужских волейбольных команд Таиланда. С сезона 2009-2010 организатором является профессиональная Волейбольная Лига Таиланда (VTL). Чемпионат проходит по системе «осень—весна».

## Формула соревнований
Чемпионат в сезоне 2024/25 включал 4 этапа — три групповых и плей-офф. На 1-м групповом этапе 8 команд играли в один круг. 6 лучших на 2-м этапе также играли в один круг без учёта результатов 1-го этапа. На 3-м этапе 4 лучшие команды провели однокруговой турнир без учёта ранее показанных результатов и определили полуфинальные пары плей-офф. Плей-офф, прошёл в формате «финала четырёх» — два полуфинала и два финала (за 1-е и 3-е места).
В чемпионате 2024/25 приняли участие 8 команд: «Накхонратчасима», «Даймонд Фуд» (Самутсакхон), «Пхитсанулок», ПСНКК (Бангкок), «Накхонратчасима Колледж Кхамталасо» (Накхонратчасима), «Кох-Куд Кабана» (Ратчабури), «Муангпхон» (Кхонкэн), «Роял Тай Нэви» (Патхумтхани). Чемпионский титул в 3-й раз подряд выиграла «Накхонратчасима», победившая в финале «Даймонд Фуд» 3:2. 3-е место занял ПСНКК.

## Чемпионы VTL
- 2010 «Чакунграо-Эмд Форсез»
- 2011 «Чонбури»
- 2012 «Чонбури»
- 2013 «Накхонратчасима»
- 2014 «Накхонратчасима»
- 2015 «Накхонратчасима»
- 2016 «Уинг-46 Пхитсанулок»
- 2017 «Эйр Форс» Патхумтхани
- 2018 «Накхонратчасима»
- 2019 «Эйр Форс» Бангкок
- 2020 «Накхонратчасима»
- 2021 «Накхонратчасима»
- 2022 «Даймонд Фуд» Самутсакхон
- 2023 «Накхонратчасима»
- 2024 «Накхонратчасима»
- 2025 «Накхонратчасима»